# Mentawaiøerne
Mentawaiøerne (indonesisk Kepulauan Mentawai) er en øgruppe ud for vestkysten af Sumatra i Indonesien. Den største af de fire øer i gruppen er Siberut (4030 km²). De andre øer Sipura, Nordpagai (Pagai Utara) og Sydpagai (Pagai Selatan). Øerne ligger parallelt til Sumatras kyst ca. 150 km ude i det Indiske Ocean. Havstykket imellem hedder Mentawaistrædet.
Mentawaiøerne er del af provinsen Vestsumatra (Sumatera Barat). De er blevet populære rejsemål blandt surfere. 
Den 26. december 2004 blev øerne rystet af det stærke undersøiske jordskælv som havde sit epicenter ikke langt væk, og blev også ramt af en tsunami udløst af skælvet. (Se Jordskælvet i Det Indiske Ocean 2004).